# Оголений утікач
Оголений утікач (англ. The Naked Runner) — британський трилер 1967 року.

## Сюжет
Рудольф Френзел тікає з в'язниці і збирається продати Москві державну таємницю. Британська розвідка повинна відшукати і знищити втікача. Але треба приховати свою причетність до справи, і керівництво наполягає, щоб виконавцем була стороння особа. Вибір падає на колишнього військового Сема Лейкера.

## У ролях
- Френк Сінатра — Сем Лейкер
- Пітер Вон — Мартін Слеттері
- Деррен Несбітт — полковник Хартманн
- Надя Грей — Карен Джисевіус
- Тобі Робінс — Рут
- Інгер Стреттон — Анна
- Сіріл Лакем — член ради міністрів
- Едвард Фокс — Річі Джексон
- J.A.B. Dubin-Behrmann — Джозеф
- Майкл Ньюпорт — Патрік Лейкер
- Рой Генлон